# AptX
aptX (アプトエックス）はクアルコムが所有するプロプライエタリの音声圧縮コーデックである。

## 概要
aptXのアルゴリズムは1980年代に北アイルランド・クイーンズ大学ベルファストのスティーブン・スミス博士によって開発された。 1990年代以降、低ビットレート音声圧縮技術として映画や放送などのプロの現場で使われてきた。
エンドユーザーにaptXの名称が知られるようになったのは、Bluetoothで使用されるA2DPの標準コーデックとして利用されてきたSBCの欠点を改善する新たなコーデックとして利用されるようになってからである。
aptXの特許・技術は2010年からCSR plcが保有していたが、CSRは2015年にクアルコムに買収された。
aptXの派生技術として、aptX HD、aptX Low Latency、および aptX Adaptive などが開発されている。
aptX HDエンコーダのソースコードがAOSP (Android Open Source Project) に寄贈され、エンコーダのライセンス料が不要になったため、Androidを採用したスマートフォン・タブレット端末では、Android 8以降ではaptX・aptX HDは標準搭載になっている。
なお受信側のデコーダーにはライセンス料が必要になるため、低価格帯のBluetoothイヤホン・スピーカーではaptX・aptX HDに対応していないことが多い。

## 動作
CD品質の16ビット44kHzのストリームは、64タップQMFの2つのレイヤー（直交ミラーフィルタ）によって、11 kHzの4つの16ビットサブバンドに分割される（信号帯域幅は最大5.5 kHz）。最初の64タップQMFは2つの帯域（0-11および11-22 kHz帯域）に分割され、それぞれが別の64タップQMFに供給され、0-5.5 kHz、5.5 -11 kHz、11-16.5 kHz、16.5-22 kHzである。一般に、低いバンドと比較して高いバンドでは変化の減少が見込まれるため、ADPCMを使用してビットを最適に割り当てる。
各帯域は、帯域1（0-5.5 kHzスペクトル）に対して8ビット、帯域2（5.5-11kHz）に対して4ビット、帯域3および4についてそれぞれ2ビット（11- 16.5および16.5-22 kHz）。将来的に、各サブバンドにおける変化の分析に基づいた適応的なビット・リアロケーションが考えられており、例えば分析結果によって9,2,3,2等のビット配置になる。
その結果、モノラルチャンネルの場合、44.1kHz = 705.6kbit/s 入力の16ビットは、（4×16）64ビットの11.025kbps = 705.6kbit/sに変換され、（8 + 4 + 2） +2）16ビット@ 11.025 kHz = 176.4kbit/sとなる。これはステレオでは352.8kbit/sとなる。

## 脚註
1. ↑  “ワイヤレス化が進むスマホ市場で注目の「Qualcomm aptX HD」とは?”. GetNavi web.  学研ホールディングス (2018年5月16日). 2018年10月30日閲覧。
2. ↑  “Qualcommの音声コーデック「aptX」と「aptX HD」がオープンソース化”. GIGAZINE. 2023年3月27日閲覧。